# Natt (asatro)
Natt (fornöstnordiska: Nátt, fornvästnordiska: Nótt) är en gudinna som i nordisk mytologi personifierar natten. Hon är dotter till Nörve, en jätte i Jotunheim. 
Natt var gift tre gånger. Först med en man som hette Nagelfare (Naglfari) (icke att förväxla med skeppet Nagelfar). De fick sonen Aud (Audr). Sedan gavs hon i ett andra äktenskap till Anar (Annarr) och de fick dottern Jord (eller Fjorgyn). I det tredje giftet gav hennes fader henne till Delling, som var av asaätt, och de fick den ljuse sonen Dag. 
Natt och Dag fick av Oden var sin häst och vagn och for runt himlen och ner i underjorden med dem. Natts häst hette Rimfaxe. Natt och Dag jagas av två vargar vid namn Hate och Skoll på himlen och detta får dagarna att gå. I Ragnarök hinns de emellertid ifatt av vargarna, som slukar Natt och Dag.